# Апостол Епафрас
Апостол Епафрас је био један од седамдесет Христових апостола. Апостол Павле га спомиње у својим посланицама Филипљанима (Фил 1,7) и Колошанима (Кол 4,12-13). 
Био је епископ града Колоса и Цркве Лаодикејске и града Јеропоља у Малој Азији. Био је у Риму у заробљеништву заједно са Св. апостолом Павлом.
Православна црква га прославља 22. новембра и 19. фебруара по јулијанском календару.